# Niet-aangeboren hersenletsel

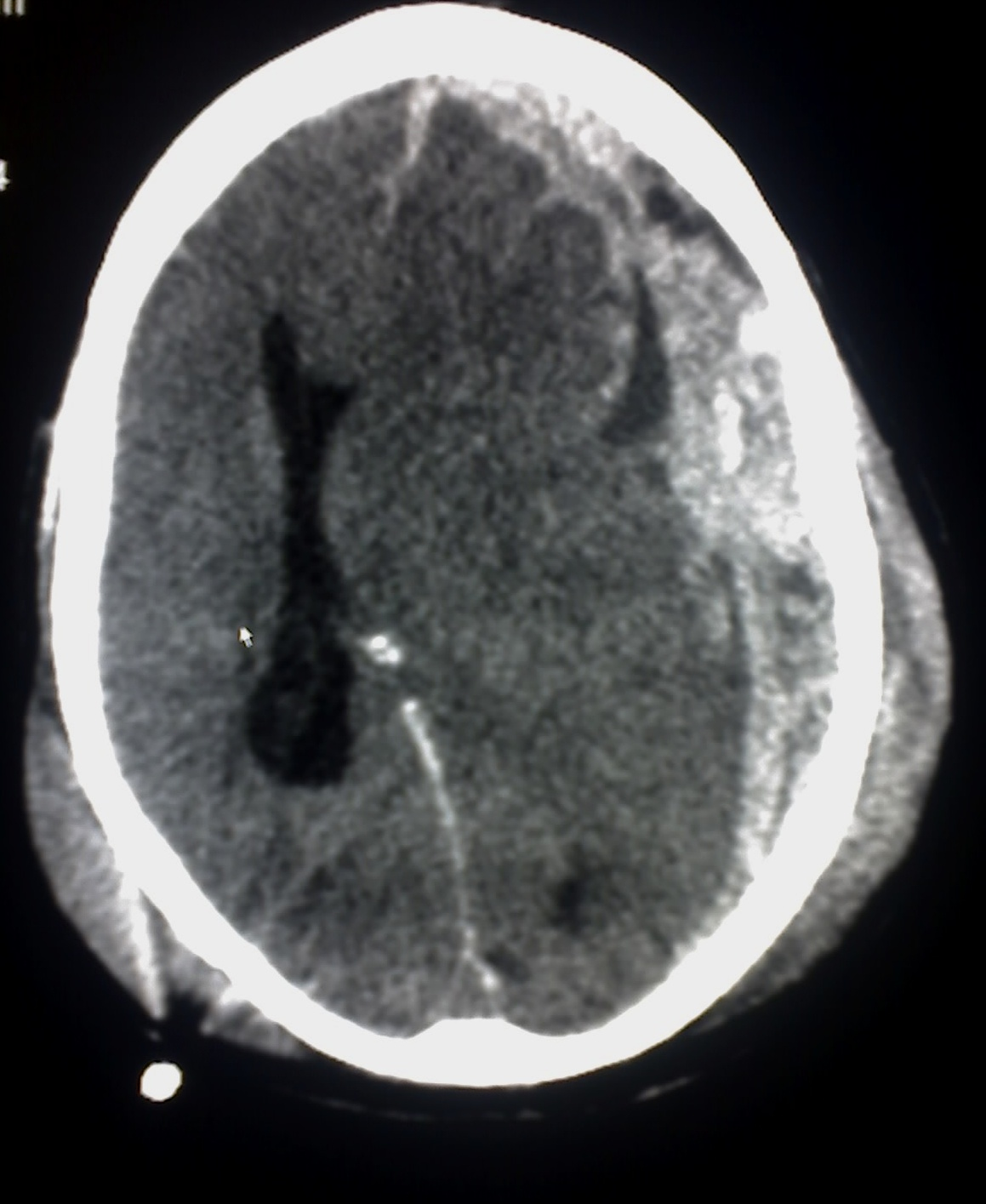
Een subduraal hematoom is een voorbeeld van niet-aangeboren hersenletsel

Niet-aangeboren hersenletsel (NAH) is een verzamelnaam voor alle letsels aan de hersenen die ontstaan zijn na de geboorte. Vaak heeft een persoon dan al een goede, normale ontwikkeling laten zien en ontstaat er vrij plotseling een afwijking door verschillende oorzaken, waardoor een of meerdere functies van de hersenen wegvallen of slechter worden.

## Oorzaken
De oorzaken van niet-aangeboren hersenletsel zijn zeer gevarieerd en omvatten onder andere:

### Niet-traumatische oorzaken
- zuurstofgebrek van de hersenen (bijvoorbeeld bij verdrinking of verstikking)
- stoornis in de bloedtoevoer naar de hersenen (bijvoorbeeld bij trombose, een hersenbloeding, cerebrovasculair accident (CVA) of hartstilstand)
- stofwisselingsstoornis (bijvoorbeeld door een stofwisselingsziekte, of bij chronisch alcoholgebruik waardoor hersenafwijkingen ontstaan (syndroom van Korsakov))
- ziekte van Parkinson, Alzheimer, multiple sclerose, epilepsie, diabetes mellitus, Creutzfeldt-Jacob, ziekte van Huntington
- infectie van het hersenweefsel.

### Traumatische oorzaken
- een (verkeers)ongeluk met als gevolg hersenletsel
- een val op het hoofd
- een klap op het hoofd met een zwaar voorwerp
- een schietpartij (kogel in het hoofd)
- een operatieve ingreep.

## Gevolgen
Ook de uitingen van niet-aangeboren hersenletsel zijn zeer gevarieerd. Mogelijke klachten en symptomen zijn:
- coma of een verminderd bewustzijnsniveau
- krachtsverlies of uitval van de spieren
- halfzijdige verlamming
- afwijkingen van het horen, zien, proeven, voelen of ruiken
- verminderd denkvermogen
- problemen met het korte- en/of het langetermijngeheugen
- problemen met de sensorische integratie
- veranderingen in het karakter
- contusio cerebri (hersenkneuzing)

## Behandeling

### Preventie en beperking van de hersenschade
Niet-aangeboren hersenletsel moet natuurlijk zo veel mogelijk voorkómen worden. Het zo snel mogelijk wegnemen van de oorzaak van hersenletsel (bijvoorbeeld door zuurstofgebrek op te heffen, de bloedtoevoer naar de hersenen te herstellen of het alcoholgebruik te stoppen) moet de mate van de toekomstige problemen verminderen. Bij sommige oorzaken van hersenschade kan vlak na de gebeurtenis medicatie en/of hypothermie toegepast worden om de totale schade aan de hersenen te verminderen.

### Revalidatie
Wanneer er eenmaal hersenschade is opgetreden, herstellen maar weinig mensen helemaal. In de maanden na de gebeurtenis wordt vaak nog enig spontaan herstel gezien. Het stimuleren van de hersenen (door het doen van oefeningen) kan dit herstel bevorderen. Verder moet revalidatie ervoor zorgen dat iemand zo goed mogelijk in staat is om met het niet-aangeboren hersenletsel te leven.
Vooral voor partners en kinderen is begeleiding gewenst om hen voor te bereiden op de problemen die de patiënt kan ervaren in zijn of haar functioneren.
Evenals familie en vrienden van de patiënt is daar vaak ook informatie en in sommige gevallen begeleiding noodzakelijk, om te leren omgaan met de plotseling veranderde situatie.

### Na de revalidatie (chronische fase)
Thuis na de revalidatie komt de persoon met letsel weer in het dagelijkse leven. Daar vindt de confrontatie plaats met wat allemaal anders is en niet meer alles op dezelfde manier gaat als voorheen. Ook ervaren mensen om iemand heen dat alles anders is. Mensen met hersenletsel gedragen zich soms anders dan voorheen. Zij worden heel emotioneel of kunnen juist hun emoties niet meer uiten. Familie, vrienden, kennissen en collega’s vinden het vaak lastig om hier goed mee om te gaan. Er zijn enkele organisaties waarvan medewerkers het directe netwerk kunnen bijstaan.

### Medicatie
Een deel van de mensen die NAH hebben krijgen geen middelen om externe prikkels te onderdrukken maar juist oppeppers. De veronderstelling was lang dat mensen door eerder verstrekte middelen zich beter gingen voelen omdat ze wat rustiger zouden worden. Een deel van de groep mensen die oppeppende middelen krijgt kan vaak de problemen beter aan. Het grote voordeel daarvan is onder andere ook dat zij weer actiever deel kunnen nemen aan activiteiten en begeleide sporten enzovoorts.

## Cijfers
In Nederland krijgen elk jaar ongeveer 160.000 mensen te maken met enige vorm van hersenletsel. Cijfers zijn aan de hand van geregistreerde gevallen.